# Anholt (Nederland)
Anholt is een zeer kleine buurtschap behorende tot de gemeente De Wolden in de Nederlandse provincie Drenthe. De buurtschap is gelegen ten noorden van de provinciale weg N375, ten westen van Eursinge aan de noordkant van boswachterij Ruinen. Anholt ligt direct tegen het Nationaal Park het Dwingelderveld aan.